# Lac Ste. Anne
Lac Ste. Anne är en sjö i Kanada.   Den ligger i provinsen Alberta, i den centrala delen av landet, 2 900 km väster om huvudstaden Ottawa. Lac Ste. Anne ligger 720 meter över havet. Arean är 52 kvadratkilometer. Den sträcker sig 8,1 kilometer i nord-sydlig riktning, och 14,6 kilometer i öst-västlig riktning.
Följande samhällen ligger vid Lac Ste. Anne:
- Alberta Beach (865 invånare)
- Val Quentin (157 invånare)
- West Cove (121 invånare)

Omgivningarna runt Lac Ste. Anne är en mosaik av jordbruksmark och naturlig växtlighet. Runt Lac Ste. Anne är det mycket glesbefolkat, med 3 invånare per kvadratkilometer.